# واي ماكس
التشغيل البيني العالمي للنفاذ بالأمواج المكروية (بالإنجليزية: Worldwide Interoperability for Microwave Access)‏ اختصاراً WiMAX وتُنقحر واي ماكس، هي تقنية اتصالات تهدف لتوفير بيانات لاسلكية عبر المسافات الطويلة بعدة طرق تتراوح من، وصلات نقطة لنقاط إلي وصول هاتف خلوي متنقل. وهي مبنية على معيار IEEE 802.16، الذي يسمى أيضا WirelessMAN. WiMAX يسمح للمستخدم على سبيل المثال أن يتصفح الشابكة (الانترنت) علي حاسوب حضني بدون توصيل الحاسوب ماديا إلى مسير " router" أو مبدال "switch " من خلال منفذ إنترنت.
الاسم WiMAX تم اختياره من قبل منتدى وايماكس الذي انعقد في 2001 لترقية مطابقة المعيار وإمكانية العمل الداخلي به المنتدى وصف WiMAX بأنه «تقانة مبنية على معيار تسمح بتوصيل الوصول اللاسلكي الواسع النطاق آخر ميل كبديل للكابل وخط المشترك الرقمي.» ولم يستعمل وايماكس في العديد من دول العالم وفي الدول العربية، وتعتبر ليبيا والأردن وسلطنة عمان ومؤخراً اليمن والجزائر الدول العربية التي توجد بها هذه الخدمة.

## المصطلح
ويشير WiMAX إلى تطبيقات قابلة للتشغيل المتداخل لعائلة IEEE 802.16 من معايير الشبكات اللاسلكية التي تم التصديق عليها من قبل منتدى WiMAX. (وبالمثل، يشير Wi-Fi إلى تطبيقات قابلة للتشغيل البيني لمعايير الشبكات اللاسلكية IEEE 802.11 المعتمدة من قبل تحالف Wi-Fi.) تمنح شهادة منتدى WiMAX للبائعين إمكانية بيع المنتجات الثابتة أو المحمولة كمعتمدين من WiMAX ، وبالتالي ضمان مستوى من التشغيل البيني مع غيرها من الشهادات المعتمدة مع المنتجات، طالما أنها تناسب نفس الملف الشخصي.
تم نشر معيار IEEE 802.16 الأصلي (الذي يسمى الآن «WiMAX الثابتة») في عام 2001. تبنت WiMAX بعض تقنياتها من WiBro ، وهي خدمة تم تسويقها في كوريا.
يشار إلى WiMAX أحيانًا باسم "Wi-Fi on steroids"  ويمكن استخدامه لعدد من التطبيقات بما في ذلك اتصالات النطاق العريض والوصلات الخلوية والنقاط الساخنة وما إلى ذلك. وهو يشبه Wi-Fi بعيد المدى، إلا أنه يمكنه تمكين الاستخدام على مسافات أكبر بكثير.

## مميزات
يتميز الواي ماكس بالمميزات التالية:
1. نقل المعلوماتية بسرعة عالية جدا.
2. مرونة معايير وادوات التشغيل حيث بإمكان الواي ماكس ان يعمل على عدة أنواع من الشبكات ذات التراكيب التصميمية المختلفة.
3. الحماية والأمنية العالية حيث يقوم الواي ماكس بدعم الأنظمة التالية: معيار التشفير المتقدم و 3DES (Triple DES).و تمتاز هذة الأنظمة بتقنية المنية العلية وقلة احتمالية اختراقها في مختلف المراحل (الإرسال.... الاستقبال... الوسط الناقل).
4. سرعة التوظيف حيث يمكن مباشرة العمل بنظام الواي ماكس بدون الحاجة إلى تحميل أي برامج تشغيلة أو أي اجزاء تكميلية للمنظومة وبأمكان المشغل ان يقوم بستعمال أي حزمة من حزم البيانات المسموح بها ضمن حدود المنظومة التشغيلية.
5. التكلفة المخفضة نسبيا أي انة تكون التكلفة مناسبة لمختلف أنظمة الاتصالات حيث يتم صنع منظومات الواي ماكس وفقا للقياسات العالمية من حيث التركيبة الهندسية.
6. نطاق التغطية الواسع حيث يتم استعمال عدة أنواع من التضمين مثل BPSK, QPSK, 16-QAM, and 64-QAM مما يسهل عملية تغطية المساحات الكبيرة وذلك لان النظام يعمل ضمن مستويات تضمينية منخفضة.
7. إمكانية تكوين شبكات خاصة وبكفاءة عالية نسبيا وتكون هذة الشبكات تخص مؤسسة معينة ومنظمة أو وزارة مما يسهل إمكانية استخدام الفويز افر ايبي ما بين تشكيلات هذة المؤسسة.

## متممة
يعتمد الواي ماكس على ترددات عالية تتراوح بين 2-11 جيجا هرتز أو بعض الترددات الأخرى. ويصل إلى مسافات في حالة الرؤية البصرية المباشرة إلى أكثر من 45 كيلومتر وقد يصل إلى سرعة 40 ميجا بايت على حسب نوع الترميز المحدد وفي حالة المعيار الثابت.
انتشرت تقنية الواي ماكس في العديد من الدول واعتمدته كثير من الشركات لحل فعال للوصول لخدمة أفضل وسرعة أعلى بتكلفة اقل.
تتم عمليات تطوير ودراسات أخرى على الواي ماكس من حيث إمكانية اقحام الواي ماكس في الكثير من التطبيقات وفي مجالات متعددة مثل الدجتل كونترول ابلكيشن (Digital control applications) والإفادة من السرعة العالية للنظام في تحقيق الكفاء العالية. وكذلك تقديم موديلات جديدة من النظام تكون بكفاء أكثر من النظام التقليدي حيث قام فريق تطوير عراقي برئاسة الدكتور ليث العنزي وزيد الشاوي بطرح نظام جديد يعتمد على الفيز ماتركس (phase matrix)وهو مبني على تقنية ال ofdm وقد نجح هذا النظام الجديد في جميع أنواع وسائط النقل وعمل بطريقة أفضل من النظام التقليدي وتحت تاثير مختلف الظروف.
يتمكن مستخدم الواي ماكس من التصفح بكل امان وخصوصية دون الخوف من تمكن المتطفلين من استخدام قناته الخاصة وذلك بفضل التنقية التي يعتمدها.

## استخدامات
عرض النطاق والتوصيل للواي ماكس يجعله مناسبا للتطبيقات الهامة التالية:
- ووصل نقاط الوايفاى
- بديل لاسلكى للكابل وال دى اس ال
- توفير خدمات بيانات واتصالات ذات سرعة عالية وسعة عالية
- ويمكن ان يتم استعمال الويماكس في تطوير الشبكات الهجينة وكذلك في تطوير أنواع أخرى من الشبكات مثل الميش نيت ورك (mesh network)
- من الممكن ان يتم استعمال الويماكس أنظمة المراقبة عن بعد (monitring systems) وكما هو الحال في نظام (SCADA)حيث تمكن مجموعة من علماء عراقيين من تحقيق ذلك والكثير الكثير من التطبيقات

ويوجد نوعان منها:
- 802.16-2004 أو ما يعرف ب 802.16.d ويقصد به الواي ماكس الثابت أي ان النقطتين اللتان يتم الاتصال بينهما ثابتتا الاحداثيات وفي هذه الحالة يمكن ان تزيد مساحة التغطية عن 50 كم.
- 802.16-2005 أو ما يعرف ب 802.16.e ويقصد به الواي ماكس النقال ويكون في هذه الحالة نقطة البث ثابتة ونقطة الاستقبال متحركة وفي هذه الحالة تتراوح التغطية من 5 ~ 15 كيلو متر.

### دخول الإنترنت
يمكن أن توفر WiMAX الوصول إلى الإنترنت في المنزل أو المحمول عبر مدن أو بلدان بأكملها. في العديد من الحالات، أدى هذا إلى منافسة في الأسواق التي عادةً ما كانت تمتلك إمكانية الوصول فقط من خلال مشغل DSL حالي (أو مشابه له).
بالإضافة إلى ذلك، وبالنظر إلى التكاليف المنخفضة نسبياً المرتبطة بنشر شبكة WiMAX (بالمقارنة مع شبكات 3G ، أو HSDPA ، أو xDSL ، أو HFC ، أو FTTx)، فإنه من الممكن اقتصاديًا الآن توفير الوصول إلى الإنترنت عبر النطاق العريض في المواقع النائية.

### التواصل مع شبكة الألياف الضوئية
رشح WiMAX المحمول بديلا لتكنولوجيات الهاتف الخلوي مثل GSM و CDMA ، أو يمكن استخدامه لزيادة السعة. تعتبر تقنية WiMAX الثابتة أيضًا بمثابة تقنية توصيل لاسلكي لشبكات الجيل الثاني والجيل الثالث والجيل الرابع في كل من الدول المتقدمة والنامية.
في أمريكا الشمالية، عادة ما يتم توفير توصيلات للمناطق الحضارية عبر اتصال واحد أو أكثر من خطوط الأسلاك النحاسية، في حين أن العمليات الخلوية في المناطق النائية يتم إعادة تركيبها في بعض الأحيان عبر الأقمار الصناعية. في المناطق الأخرى، يتم توفيرها في المناطق الحضرية والريفية عادة بواسطة وصلات الميكروويف.يتطلب WiMAX نطاق ترددي اعرض من التطبيقات الخلوية التقليدية. وبالتالي، فإن استخدام طريقة اللاسلكية للميكروويف في ازدياد في أمريكا الشمالية ويجري تطوير وصلات الميكروويف الحالية في جميع المناطق. وتتراوح السعات المنتشرة ما بين 34 ميغابيت في الثانية و 1 غيغابيت في الثانية  مع تاخير بمقدار 1 ms .
في كثير من الحالات، يقوم المشغلون بتجميع المواقع باستخدام التكنولوجيا اللاسلكية ثم إرسال البيانات إلى شبكات الألياف عندما تكون ملائمة. يتنافس WiMAX في هذا التطبيق مع راديو الميكروويف، E-line وبشكل بسيط من تمديد شبكة الألياف نفسها.

### Triple play
بشكل مباشر يدعم WiMAX التقنيات التي تجعل عروض خدمات اللعب الثلاثية ممكنة (مثل جودة الخدمة والإرسال المتعدد). هذه مضمّنة في معيار WiMAX بدلاً من إضافتها إلى مشغل شبكة Ethernet إلى Ethernet.
في 7 مايو 2008 في الولايات المتحدة، أعلنت Sprint Nextel و Google و Intel و Comcast و Bright House و Time Warner عن تجميع ما متوسطه 120 ميجاهرتز من الطيف واندمجت مع Clearwire لتسويق الخدمة. وتأمل الشركة الجديدة في الاستفادة من عروض الخدمات وموارد الشبكة مجتمعة كنقطة تختلف عن منافسيها. ستقوم شركات الكابل بتوفير خدمات وسائل الإعلام لشركاء آخرين أثناء الوصول إلى الشبكة اللاسلكية كمشغل شبكة افتراضية متنقلة لتوفير خدمات اللعب الثلاثي.
شكك بعض المحللين في كيفية تنفيذ الصفقة: على الرغم من أن التقارب بين الهاتف المحمول والثابت كان عاملاً معترفًا به في الصناعة، إلا أن المحاولات السابقة لتشكيل شراكات بين شركات الاتصالات اللاسلكية وشبكات الكابل فشلت بشكل عام في تحقيق منافع مهمة للمشاركين. ويشير محللون آخرون إلى أنه مع تقدم الاتصالات اللاسلكية إلى عرض نطاق ترددي أعلى، فإنه يتنافس بشكل مباشر بشكل أكبر مع الكابل و DSL ، مما يلهم المنافسين بالتعاون. ومع ازدياد كثافة الشبكات اللاسلكية عريضة النطاق وتغير عادات الاستخدام، ستزداد الحاجة إلى زيادة التوصيلات والخدمات الإعلامية، ومن المتوقع أن تزداد فرصة الاستفادة من الكابل.

## الاتصال
تُعرف الأجهزة التي توفر الاتصال بشبكة WiMAX باسم محطات المشترك (SS).
وتشمل الوحدات المحمولة الهواتف المحمولة (على غرار الهواتف الذكية الخلوية)؛ ملحقات الكمبيوتر (بطاقات PC أو USB دونجل)؛ والأجهزة المضمنة في أجهزة الكمبيوتر المحمولة، والتي تتوفر الآن لخدمات Wi-Fi. بالإضافة إلى ذلك، هناك الكثير من التشديد من قبل المشغلين على الأجهزة الإلكترونية الاستهلاكية مثل أجهزة الألعاب، ومشغلات MP3 والأجهزة المماثلة. تشبه WiMAX شبكة Wi-Fi أكثر من تقنيات الجيل الثالث الأخرى.
يوفر موقع WiMAX Forum قائمة بأجهزة معتمدة. ومع ذلك، فهذه ليست قائمة كاملة من الأجهزة المتاحة حيث يتم تضمين الوحدات المعتمدة في أجهزة الكمبيوتر المحمولة وأجهزة MID (أجهزة الإنترنت المحمولة) وأجهزة خاصة أخرى تحمل علامة.

### بوابات الاتصال (Gateways)
تتوفر أجهزة بوابة WiMAX كإصدارات داخلية وخارجية من العديد من الشركات المصنعة بما في ذلك Vecima Networks و Alvarion و Airspan و ZyXEL و Huawei و Motorola. توفر قائمة شبكات WiMAX المنشورة وقائمة عضوية منتدى WiMAX روابط أكثر لموردين ومنتجات محددة. قائمة البائعين والشبكات ليست شاملة ولا يقصد بها كمصادقة على هذه الشركات فوق غيرها.
العديد من بوابات WiMAX التي يتم توفيرها من قبل المصنوعات مثل هذه هي وحدات داخلية ذاتية التثبيت مستقلة. هذه الأجهزة عادة ما تكون بالقرب من نافذة العميل مع أفضل إشارة، وتوفر:
نقطة اتصال Wi-Fi مدمجة لتوفير اتصال WiMAX بالإنترنت لعدة أجهزة في المنزل أو العمل.
منافذ إيثرنت للاتصال مباشرة بجهاز كمبيوتر أو جهاز توجيه أو طابعة أو مسجل فيديو رقمي (DVR) على شبكة سلكية محلية.
مقبس هاتف واحد أو مقعدين للاتصال بين هاتف خط أرضي والاستفادة من VoIP.
تعتبر البوابات الداخلية ملائمة، ولكن خسائر الراديو تعني أن المشترك قد يحتاج إلى أن يكون أقرب إلى محطة قاعدة WiMAX بشكل كبير مقارنة بالوحدات الخارجية المثبتة مهنيًا.
الوحدات في الهواء الطلق هي بحجم حاسوب محمول تقريباً، وتركيبها مماثل لتركيب طبق الأقمار الصناعية. سوف ينتج عن الوحدة الخارجية الاتجاهية ذات الكسب الأعلى بشكل عام زيادة كبيرة في المدى والصبيب ولكن مع فقدان واضح للتنقل العملي للوحدة.

### أجهزة المودم الخارجية
يمكن أن يوفر USB إمكانية الاتصال بشبكة WiMAX عبر جهاز دونجل. بشكل عام، يتم توصيل هذه الأجهزة بجهاز كمبيوتر محمول أو كمبيوتر مكتبي. تحتوي الدنغل عادة على هوائيات شاملة الاتجاهات ذات كسب أقل مقارنة بالأجهزة الأخرى. على هذا النحو تستخدم هذه الأجهزة أفضل في المناطق ذات التغطية الجيدة.

### الأجهزة الخلوية
أعلنت شركة HTC عن أول هاتف محمول يدعم تقنية WiMAX ، وهو Max 4G ، في 12 نوفمبر 2008. كان الجهاز متاحًا فقط لأسواق معينة في روسيا على شبكة Yota حتى عام 2010.
أصدرت شركة HTC و Sprint Nextel الهاتف المحمول الثاني الذي يدعم تقنية WiMAX ، وهو EVO 4G ، في 23 مارس 2010 في مؤتمر CTIA في لاس فيغاس. الجهاز، المتاح في 4 يونيو 2010،   قادر على كل من EV-DO (3G) و WiMAX (ما قبل 4G) بالإضافة إلى جلسات الصوت والصورة المتزامنة. أعلنت شركة Sprint Nextel في معرض CES 2012 أنها لن تعرض بعد الآن أجهزة تستخدم تقنية WiMAX بسبب الظروف المالية، بدلاً من ذلك، إلى جانب شريكتها في الشبكة Clearwire ، ستقوم Sprint Nextel بطرح شبكة 4G لتقرر استخدام تقنية 4G LTE واستخدامها بدلاً من ذلك.

## معلومات تقنية

### معيار IEEE 802.16
يعتمد WiMAX على IEEE Std 802.16e-2005، الذي تمت الموافقة عليه في ديسمبر 2005. وهو ملحق لـ [IEEE Std 802.16-2004] ، وبالتالي فإن المعيار الفعلي هو 802.16-2004 كما تم تعديله بواسطة 802.16e-2005. وبالتالي، يجب النظر في هذه المواصفات معًا.
تحسين IEEE 802.16e-2005 على IEEE 802.16-2004 من خلال:
إضافة الدعم للتنقل (التسليم الناعم والصعب بين محطات القاعدة). يعتبر هذا أحد الجوانب الأكثر أهمية في 802.16e-2005، وهو أساس Mobile WiMAX.
تقريب تحويل فورييه السريع (FFT) إلى عرض نطاق القناة من أجل إبقاء التباعد بين الموجة الحاملة ثابتاً عبر عرض نطاق قناة مختلف (عادةً MHz 1,255 أو MHz 5 أو MHz 10 أو MHz 20). يؤدي التباعد المستمر بين الناقلات إلى زيادة كفاءة الطيف في القنوات العريضة، وتخفيض التكلفة في القنوات الضيقة. يُعرف أيضًا باسم OFDMA القابل للتحجيم (SOFDMA). أما النطاقات الأخرى التي لا تعمل على مضاعفات MHz 1,25 فتُعرَّف في المعيار، ولكن نظراً لأن أرقام الموجة الحاملة الفرعية FFT المسموح بها هي 128 و 512 و 1024 و 2048 فقط، لن يكون لنطاقات التردد الأخرى نفس تباعد الموجة الحاملة نفسه، وهو ما قد لا يكون الأمثل للتطبيقات. تباعد الناقل هو kHz 10.94.
مخططات التنوع الهوائي المتقدمة، وطلب التكرار التلقائي الهجين (HARQ)
أنظمة الهوائي التكييفية (AAS) وتقنية MIMO
ترشيد ثانوي أكثر كثافة، وبالتالي تحسين الاختراق الداخلي
مقدمة وتماثل تعادل منخفض الكثافة (LDPC)
إدخال الترميز الفرعي للوصلة الهابطة، مما يسمح للمسؤولين بتداول التغطية من أجل القدرة أو العكس
إضافة فئة جودة خدمة إضافية (QoS) لتطبيقات VoIP
SOFDM (المستخدمة في 802.16e -2005) و OFDM256 (802.16d) غير متوافقة وبالتالي سيتعين استبدال المعدات إذا كان المشغل هو الانتقال إلى المعيار اللاحق (على سبيل المثال، WiMAX الثابتة إلى WiMAX المحمول).

### مقارنة
عادة ما يتبادر إلى أذهاننا ما هو الفرق ما بين الواي فاي والواي ماكس؟ على الرغم من أن كليهما يوفر الاتصال اللاسلكي بالشبكة العالمية للمعلومات الا ان هناك بعض الفروقات التالي ذكرها .
1. الواي ماكس هو نظام بعيد المدى، يغطي العديد من الكيلومترات، ويستخدم الطيف المرخص أو غير المرخص لتوصيل الاتصال بشبكة الإنترنت.
2. تستخدم شبكة الواي فاي نطاق الترددات اللاسلكية بتردد 2.4 غيغاهرتز و 5 غيغاهرتز لتوفير الوصول إلى شبكة محلية.
3. الوايفاي هو الأكثر شيوعًا في أجهزة المستخدم العادي.
4. يتم تشغيل الوايفاي على بروتوكول CSMA / CA الخاص بـ Media Access Control ، والذي لا يعتمد على الاتصال ولا يقوم باعطاء أي معلومات عن حالة الاتصال، في حين تقوم الواي ماكس بتشغيل MAC اللذي يقدم معلومات عن حالة الاتصال بشكل موثوق.
5. ولعل الفرق الجوهري هنا أن  شبكات الواي ماكس والواي فاي تقدمان جودة  خدمة مختلفة تمامًا عن بعضهما بحيث:
يستخدم الواي ماكس آلية خدمة استنادًا إلى الاتصالات بين المحطة الأساسية وجهاز المستخدم ويعتمد كل اتصال على خوارزميات معينه للتنسيق.
اما شبكة الواي فاي فتستخدم خدمة الوصول بتنافس  بحيث تتنافس جميع محطات المشتركين التي ترغب في تمرير البيانات عبر نقطة وصول لاسلكية واحدة وبشكل عشوائي دون الحاجة إلى خوارزميات معينه ولعل نقطه الضعف هنا هي امكانية  أن يتسبب ذلك في توقف محطات المشترك البعيدة عن نقطة الوصول بشكل متكرر عن طريق محطات أقرب، مما يقلل بشكل كبير من معدل نقل البيانات عبر الشبكة .
6. كل من IEEE 802.11، والذي يتضمن الواي فاي، و IEEE 802.16، والذي يتضمن الواي ماكس، يحدد شبكات  النّد للنّد والشبكات اللاسلكية المخصصة، حيث يتصل المستخدم النهائي بالمستخدمين أو الخوادم على شبكة محلية أخرى (LAN) باستخدام نقطة الوصول أو المحطة الأساسية. ومع ذلك، يدعم 802.11 أيضًا الاتصال المباشر أوالنّد للنّد بين أجهزة المستخدم دون نقطة وصول بينما يجب أن تكون أجهزة المستخدم النهائي 802.16 في نطاق المحطة الأساسية.
7. على الرغم من أن الواي فاي والواي ماكس مصممان لحالات مختلفة بحيث تستخدم الواي فاي في التطبيقات الداخلية كالمباني والمنازل والمنشئات والهواتف الذكية بحيث يتيح ذلك للمستخدم إمكانية وضع وحدة الواي ماكس للمشتركين في أفضل منطقة استقبال، مثل النوافذ. بينما تستخدم الواي ماكس لتوفير الاتصال بين ابراج الاتصال، مما يحقق التكامل فيما بينهما .

## اختبار التوافق
تُستخدم لغة TTCN-3 اختبار مواصفات لأغراض تحديد اختبارات المطابقة لتطبيقات الواي ماكس . كما انه يجري تطوير مجموعة اختبارواي ماكس  من قبل فرقة عمل متخصصة.

## جمعيات

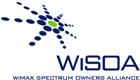
شعار ويسوا

### منتدى الواي ماكس
منتدى واي ماكس عبارة عن منظمة غير ربحية تأسست لتشجيع تبني منتجات وخدمات متوافقة مع واي ماكس .
يتمثل الدور الرئيسي للمنظمة في اعتماد التشغيل البيني لمنتجات واي ماكس التي تجتاز اختبار المطابقة وقابلية التشغيل البيني تحقق تسمية "WiMAX Forum Certified"، ويمكن أن تعرض هذه العلامة على منتجاتها وموادها التسويقية. بحيث تمنع  بعض البائعين من الادعاءات الكاذبه لمعداتهم بانها «جاهزة لـ واي ماكس» أو «متوافقة مع واي ماكس» أو "pre-WiMAX"
كما ويتمثل الدور الآخر لمنتدى واي ماكس في تعزيز انتشار المعرفة حول واي ماكس. من أجل القيام بذلك، لديها برنامج تدريب معتمد يتم تقديمه حاليًا باللغتين الإنجليزية والفرنسية.

### تحالف مالكي نطاق (spectrum) الوايماكس
تعتبر أول منظمة عالمية تتألف بشكل حصري من مالكي طيف طيف مع خطط لنشر هذه التقنية في تلك النطاقات. وركزت خدمتها على تنظيم طيف واي ماكس وتسويقه ونشره في النطاقين 2.3 – 2.5 غيغاهيرتز و 3.4 – 3.5 غيغا هيرتز، ثم تم دمجها مع تحالف الشبكات اللاسلكية ذات النطاق الواسع في أبريل 2008.

### جمعية صناعة الاتصالات
في عام 2011، أصدرت رابطة صناعة الاتصالات السلكية واللاسلكية ثلاثة معايير تقنية (TIA-1164، TIA-1143، و TIA-1140) تغطي الواجهة الجوية وجوانب الشبكات الأساسية لأنظمة حزم البيانات عالية الأداء (HRPD) باستخدام تقنية Mobile محطة الوصول / المحطة (MS / AT) مع جهاز إرسال واحد.

## المشغلون

### الولايات المتحدة
مزود خدمة الإنترنت كلير واير يوفر خدمة واي ماكس منذ عام 2006 في أكثر من ثلاثين مدينة في الولايات المتحدة، وكذلك بعض المدن في الدنمارك، أيرلندا وبلجيكا.

### الجزائر
في يوليو عام 2005، مشغل وسائط الإعلام المتعددة الجزائرية سمارت لينك الاتصالات، SLC، يطلق واي ماكس رسميا في الجزائر وأصبح أول مزود لهذه التكنولوجيا في حوض البحر الأبيض المتوسط. وأجريت الاختبارات الأولى للشركة في جامعة منتوري قسنطينة، قبل 5 سنوات، وهذا يعني في عام 2000، وكانت ناجحة
في ذلك الوقت.

### فرنسا
يوم 6 أبريل عام 2006، الفرنسية ISP الحرة التابعة ل Iliad، أعلن توافر الوشيك لطرح واي ماكس لعامة الناس.

### كندا
في عام 2011، بعد مناقصة أطلقتها تعاونية بيير دي سوريل في كيبيك، الشركة الكندية AceTechnology بدأت في فك العزلة عن المناطق الزراعية باستخدام تقنية WiMax ، وقد وضعت احتياطات خاصة في المكان لتلبية تغيرات درجة الحرارة عالية بين الشتاء والصيف. منطقة التغطية تمتد 1000 كم 2 .

### ليبيا
في عام 2009م إطلقت شركة LTT خدمة ليبياماكس (LibyaMax) كأول خدمة إنترنت لاسلكية متنقلة وبالسعة العريضة في ليبيا لتستهدف فئة الأفراد.
وفي بداية عام 2022م أعلنت الشركة عن توقف الدعم لخدمة ليبياماكس نهائياً لعدم توافر معدات جديدة خاصة به من الشركات المصنِّعة، وقامت بفتح إمكانية الترحيل إلى خدمة (LTT4G) للراغبين في ذلك.